# ارخوبازان
ارخوبازان هو حفيد الملك صيفاقس وبلا شك ابن الملك ورمندة، تولى حكم مملكة ماسيسيليا.

## الحكم
لم يبق ارخوبازان وفيا للرومان. في عام 157 قبل الميلاد علم كاتو الأكبر الذي قدم إلى منطقة شمال افريقيا لحل الخلاف بين ماسينيسا والقرطاجيين الملك ارخوبازان يقيم مخيمات على الحدود القرطاجية. و عند عودته إلى موطنه الام روما لم يتردد في استخدام هذا الفعل كذريعة لتعجيل القتال ضد قرطاج.